# Глубокая (Львовская область)
Глубокая (укр. Глибока) — село в Хыровской городской общине Самборского района Львовской области Украины.
Население по переписи 2001 года составляло 198 человек. Занимает площадь 0,507 км². Почтовый индекс — 82052. Телефонный код — 3238.